# Mastax tessmanni
Mastax tessmanni é uma espécie de carabídeo da tribo Brachinini, com distribuição em Camarões, Chade, República Democrática do Congo e Uganda.